# キミに迫るオトメのレッスン
『キミに迫るオトメのレッスン』は、MONAKOより2017年9月29日に発売された18禁恋愛アドベンチャーゲーム。

## ストーリー
主人公はある日突然女子校への転入を打診され、承諾して転入するが、そこで3人の美少女達からある申し出を受ける。

## 登場人物
白馬 日菜乃 （はくば ひなの）
声：木多野あり
身長：162cm B97（H）/ W58/ H90  血液型：O型
主人公と同じ学級の幼なじみで庭園部に所属。素直になれないツンデレ。
霧ヶ峰 琴音 （きりがみね ことね）
声：榛名れん
身長：154cm B73（A）/ W53/ H78 血液型：A型
女王様気質で庭園部の部長。
浅間 里穂 （あさま りほ）
声：赤月ゆむ
身長：157cm B93（G）/ W56/ H83 血液型：AB型
常にノーパン・ノーブラの庭園部所属の2年生で処女ビッチ。
筑波 葵 （つくば あおい）
声：佐倉もも花
身長：159cm B105（J）/ W62/ H87 血液型：A型
生徒会にも所属している主人公と同じ学級の委員長。

## 製作スタッフ
- 原画 -  kakao
- シナリオ - 日下部浪漫
- 音楽 - MME